# Hebká mašinka
Hebká mašinka (v anglickém originále The Soft Machine) je román amerického spisovatele Williama Sewarda Burroughse. Spolu s knihami Nova Express a Lístek, který explodoval tvoří trilogii, vytvořenou střihovou technikou. Vystupují v ní jak nové postavy, které jsou součástí i dalších dvou částí trilogie, tak i postavy z autorových předchozích knih (Feťák, Teplouš a Nahý oběd), stejně jako několik postav z knih jiných autorů (např. Nemáte šanci od Jacka Blacka a Zuřivec od Henryho Kuttnera).
Poprvé vyšla v roce 1961 v Paříži (nakladatelství Olympia Press). První americké vydání pochází z roku 1966, kdy jej vydalo nakladatelství Grove Press. Značná část textu z původního vydání byla z knihy odstraněna, nový text přidán; většina zbylého textu byla rovněž přepracována. Později vyšly i další upravené verze knihy. V češtině poprvé vyšla až v roce 2019 (Argo) v překladu Josefa Rauvolfa a v grafické úpravě Vladimira 518.
V knize byl poprvé použit termín heavy metal, později označující žánr rockové hudby. Anglická jazz-rocková skupina Soft Machine si svůj název zvolila podle této knihy.